# Portræt af Eleonora af Toledo og hendes søn
Portrættet af Eleonora af Toledo og hendes søn er et maleri af den italienske kunstner Agnollo di Cosimo, kendt som Bronzino, færdiggjort ca. 1545. Værket er en af kunstnerens mest berømte, og huses i Uffizierne i Firenze, Italien, og er anset som en af de mest fremtrædende eksempler på manieristisk portrætkunst. Maleriet afbilder Eleonora af Toledo, hustru til Cosimo I de' Medici, ærkehertug af Toscana, siddende med hendes hånd om skulderen på en af hendes sønner. Denne gestikulation, såvel som granatæblemotivet på hendes kjole, henviser til hendes rolle som mor. Eleonora bærer en tungt brokaderet kjole med sorte arabesker. I denne positur er hun fremstillet som den ideelle renæssancekvinde. Maleriet er det første kendte statsbestilte portræt af en hustru med en fyrstes arving. Ved at inkludere sit barn på værket, søgte Eleonora og Cosimo at understrege, at det nye styre ville bringe stabilitet til hertugdømmet.
Barnet afbildet på portrættet er blevet identificeret som enten deres søn Francesco (født 1541), Giovanni (født 1543) eller Garzia (født 1547). Hvis den afbilde er den sidste, skulle portrættet dateres til omkring 1550–53, men maleriet er generelt tidsbestemt til ca. 1545, på baggrund af undersøgelser af udviklingen af Bronzinos stil, hvilket tyder på, at barnet er Giovanni.
Portrættet er blevet kaldt "koldt", hvilket henviser til den sobre formalitet fra Eleonoras spanske hof uden den varme, som man typisk forventer i et portræt af mor og barn. Sådan en distancering er typisk for den manieristiske skoles afvisning af naturalismen. Omvendt er Eleonoras kjole i kunstfærdigt brokadevelour med dets boucléeffekter af guldindslagne løkker i stilen kaldet riccio sopra riccio (løkke over løkke) møjsommeligt gentaget. Maleriet er muligvis en reklame for den florentinske silkeindustri, hvis popularitet var faldet i de første, svære år i det 16. århundrede, og blev genoplivet under Cosimo's regeringstid. Det værdifulde guldbælte, dekoreret med ædelsten og en kvast af perler, kan have været produceret af guldsmeden Benvenuto Cellini.

## Beklædning
Eleonora er afbildet bærende en selskabskjole over en chemise eller underkjole af linned med den såkaldte spanske blackworkbroderi ved halsen og ærmerne. Bronzinos maleri fanger dimensionaliteten i det brokaderede silkevelourstof med dens løkker af gultråd og sorte arabesker mod en hvis satinbaggrund. Beklædningsgenstande lavet i så kostbare materialer var forbeholdt officielle anledninger og indgik ikke i Eleonoras hverdagsgarderobe, som var helfarvede kjoler af velourstoffer og satiner.
Da Eleonoras krop blev opgravet i det 19. århundrede konkluderede nogle, at hun var blevet begravet i den samme kjole som i portrættet. En næsten identisk hårnet har muligvis ledt til misforståelsen. Nyere undersøgelser viser, at hun blev begravet i en meget simplere hvid satinkjole med en overdel i mørkerødt velour (og muligvis et matchende skørt, som ikke har overlevet). Efter en lang og kompleks restaurering er det oprindelig tøj blevet bevaret og detaljerede rekonstruktioner er udstillet på Galleria del Costume i Palazzo Pitti. Det oprindelige tøj er for skrøbeligt til at blive udstillet for offentligheden.